# Hafenstraße 51 (Frankfurt am Main)
Die Hafenstraße 51  ist ein 93 Meter hohes, 22-geschossiges Hochhaus in Frankfurt am Main, das 1976 nach den Planungen des Architektenbüros AGI-Plan Rüping fertiggestellt wurde. Früher diente es als Posthauptverwaltungsgebäude (umgangssprachlich daher auch Post-Hochhaus genannt), heute wird es von der Commerzbank genutzt.
Das Hochhaus soll gemeinsam mit dem Gelände des benachbarten ehemaligen Postverteilzentrums als Grand Central neu gestaltet werden.